# Evropský pohár juniorů ve sportovním lezení 2014
Evropský pohár juniorů ve sportovním lezení 2014 se uskutečnil ve čtyřech zemích. Zahájen byl 31. května v rakouském Imstu prvním závodem Evropského poháru juniorů disciplínou lezení na obtížnost. V této disciplíně se uskutečnily dva závody, v lezení na rychlost a v boulderingu tři. Poslední závod světového poháru se uskutečnil 6.-7. září v italském Arcu (bouldering). Celkem proběhlo 7 závodů pod patronátem IFSC, v tomto roce nebyly v žádném termínu zdvojené disciplíny, 2 závody proběhly v Imstu.
V roce 2014 se v uvedených disciplínách konalo ve Spojeném království a Itálii také Mistrovství Evropy juniorů, které se do výsledků Evropského poháru juniorů (od tohoto roku) započítávalo.

## Přehledy závodů
- Obtížnost: 2 kvalifikační cesty, jedna finálová (10 finalistů).
- Rychlost: vyřazovací pavouk 16/8/4, poté souboj o 1. a 3. místo.
- Bouldering: kvalifikace 8 boulderů, finále 3? bouldry (6 finalistů), hodnotily se počty topů, zón (bonusů) a pokusů na ně.

### Češi na EPJ
Matěj Burian skončil na třetím místě v lezení na rychlost v kategorii B, když v Imstu získal zlatou medaili.

### Kalendář závodů
| Kalendář závodů EPJ 2014 | Kalendář závodů EPJ 2014 | Kalendář závodů EPJ 2014 | Kalendář závodů EPJ 2014 | Kalendář závodů EPJ 2014 | Kalendář závodů EPJ 2014 | Kalendář závodů EPJ 2014 | Kalendář závodů EPJ 2014 | Kalendář závodů EPJ 2014 | Kalendář závodů EPJ 2014 |
| Datum                    | Místo                    | Země                     | Web                      | Počet závodníků          | Počet závodníků          | Počet závodníků          | Počet zemí               | Počet zemí               | Počet zemí               |
| Datum                    | Místo                    | Země                     | Web                      | obtížnost                | rychlost                 | bouldering               | obtížnost                | rychlost                 | bouldering               |
| ------------------------ | ------------------------ | ------------------------ | ------------------------ | ------------------------ | ------------------------ | ------------------------ | ------------------------ | ------------------------ | ------------------------ |
| 31. května — 1. června   | Imst                     | Rakousko                 | klettern-imst.com        | x                        | —                        | —                        | x                        | —                        | —                        |
| 14.—15. června           | Edinburgh                | Spojené království       | —                        | x                        | x                        | —                        | x                        | x                        | —                        |
| 5. července              | Imst                     | Rakousko                 | klettern-imst.com        | —                        | x                        | —                        | —                        | x                        | —                        |
| 9. července              | Chamonix                 | Francie                  | —                        | —                        | x                        | —                        | —                        | x                        | —                        |
| 22.—23. července         | L'Argentière             | Francie                  | toutablocs.com           | —                        | —                        | x                        | —                        | —                        | x                        |
| 15.—16. srpna            | Längenfeld               | Rakousko                 | —                        | —                        | —                        | x                        | —                        | —                        | x                        |
| 6.—7. září               | Arco                     | Itálie                   | youthboulder14.eu        | —                        | —                        | x                        | —                        | —                        | x                        |
| Celkem                   | 7                        | 4                        | IFSC                     | x                        | x                        | x                        | 2                        | 3                        | 3                        |

### Junioři
| Výsledky EPJ v lezení na obtížnost 2014 (2) junioři | Výsledky EPJ v lezení na obtížnost 2014 (2) junioři | Výsledky EPJ v lezení na obtížnost 2014 (2) junioři | Výsledky EPJ v lezení na obtížnost 2014 (2) junioři | Výsledky EPJ v lezení na obtížnost 2014 (2) junioři | Výsledky EPJ v lezení na obtížnost 2014 (2) junioři |
| Pořadí                                              | Jméno                                               | Země                                                | Body                                                | Edinburgh                                           | Imst                                                |
| --------------------------------------------------- | --------------------------------------------------- | --------------------------------------------------- | --------------------------------------------------- | --------------------------------------------------- | --------------------------------------------------- |
| 1.                                                  | Sebastian Halenke                                   | Německo                                             | 165                                                 | 3. 65                                               | 1. 100                                              |
| 2.                                                  | Martin Bergant                                      | Slovinsko                                           | 160                                                 | 2. 80                                               | 2. 80                                               |
| 3.                                                  | Maël Bonzom                                         | Francie                                             | 151                                                 | 1. 100                                              | 5. 51                                               |
|                                                     |                                                     |                                                     |                                                     |                                                     |                                                     |
| 22.                                                 | Martin Jech                                         | Česko                                               | 19                                                  | 18. 16                                              | 28. 3                                               |
| 31.—32.                                             | Petr Čermák                                         | Česko                                               | 8                                                   | 22.—23. 8                                           | 34.                                                 |
| 33.—34.                                             | Štěpán Volf                                         | Česko                                               | 7                                                   | 24. 7                                               | 33. 0                                               |
| 0.                                                  | Denis Pail                                          | Česko                                               | 0                                                   | —                                                   | 39. 0                                               |
| počet finalistů                                     | počet finalistů                                     | počet finalistů                                     | počet finalistů                                     | 10                                                  | 10                                                  |
| počet semifinalistů                                 | počet semifinalistů                                 | počet semifinalistů                                 | počet semifinalistů                                 | bez semifinále                                      | bez semifinále                                      |
| bodovaných závodníků                                | bodovaných závodníků                                | bodovaných závodníků                                | 43                                                  | 30                                                  | 30                                                  |
| celkový počet závodníků                             | celkový počet závodníků                             | celkový počet závodníků                             | —                                                   | 30                                                  | 41                                                  |

| Výsledky EPJ v lezení na rychlost 2014 (3) junioři | Výsledky EPJ v lezení na rychlost 2014 (3) junioři | Výsledky EPJ v lezení na rychlost 2014 (3) junioři | Výsledky EPJ v lezení na rychlost 2014 (3) junioři | Výsledky EPJ v lezení na rychlost 2014 (3) junioři | Výsledky EPJ v lezení na rychlost 2014 (3) junioři | Výsledky EPJ v lezení na rychlost 2014 (3) junioři |
| Pořadí                                             | Jméno                                              | Země                                               | Body                                               | Chamonix                                           | Imst                                               | Edinburgh                                          |
| -------------------------------------------------- | -------------------------------------------------- | -------------------------------------------------- | -------------------------------------------------- | -------------------------------------------------- | -------------------------------------------------- | -------------------------------------------------- |
| 1.                                                 | Alessandro Santoni                                 | Itálie                                             | 280                                                | 1. 100                                             | 1. 100                                             | 2. 80                                              |
| 2.                                                 | Quentin Nambot                                     | Francie                                            | 223                                                | 7. 43                                              | 2. 80                                              | 1. 100                                             |
| 3.                                                 | Karol Denis                                        | Polsko                                             | 163                                                | 3. 65                                              | 4. 55                                              | 7. 43                                              |
|                                                    |                                                    |                                                    |                                                    |                                                    |                                                    |                                                    |
| 13.                                                | Jan Kříž                                           | Česko                                              | 47                                                 | —                                                  | —                                                  | 6. 47                                              |
| počet finalistů                                    | počet finalistů                                    | počet finalistů                                    | počet finalistů                                    | 4                                                  | 4                                                  | 4                                                  |
| počet semifinalistů                                | počet semifinalistů                                | počet semifinalistů                                | počet semifinalistů                                | 8                                                  | 8                                                  | 8                                                  |
| bodovaných závodníků                               | bodovaných závodníků                               | bodovaných závodníků                               | 16                                                 | 8                                                  | 9                                                  | 14                                                 |
| počet závodníků                                    | počet závodníků                                    | počet závodníků                                    | —                                                  | 8                                                  | 9                                                  | 14                                                 |

| Výsledky EPJ v boulderingu 2014 (3) junioři | Výsledky EPJ v boulderingu 2014 (3) junioři | Výsledky EPJ v boulderingu 2014 (3) junioři | Výsledky EPJ v boulderingu 2014 (3) junioři | Výsledky EPJ v boulderingu 2014 (3) junioři | Výsledky EPJ v boulderingu 2014 (3) junioři | Výsledky EPJ v boulderingu 2014 (3) junioři |
| Pořadí                                      | Jméno                                       | Země                                        | Body                                        | Arco                                        | Längenfeld                                  | L'Argentière                                |
| ------------------------------------------- | ------------------------------------------- | ------------------------------------------- | ------------------------------------------- | ------------------------------------------- | ------------------------------------------- | ------------------------------------------- |
| 1.                                          | David Firnenburg                            | Německo                                     | 280                                         | 1. 100                                      | 2. 80                                       | 1. 100                                      |
| 2.                                          | Kentin Boulay                               | Francie                                     | 190                                         | 6. 47                                       | 1. 100                                      | 7. 43                                       |
| 3.                                          | Alex Khazanov                               | Izrael                                      | 172                                         | 4. 55                                       | 9. 37                                       | 2. 80                                       |
|                                             |                                             |                                             |                                             |                                             |                                             |                                             |
| 34.—36.                                     | Jan Novák                                   | Česko                                       | 16                                          | —                                           | 18. 16                                      | —                                           |
| 46.—47.                                     | Martin Jech                                 | Česko                                       | 3                                           | —                                           | —                                           | 28. 3                                       |
| 48.                                         | Dominik Otto                                | Česko                                       | 2                                           | —                                           | 29. 2                                       | —                                           |
| 0.                                          | Denis Pail                                  | Česko                                       | 0                                           | 35.—37.                                     | —                                           | —                                           |
| počet finalistů                             | počet finalistů                             | počet finalistů                             | počet finalistů                             | 6                                           | 6                                           | 6                                           |
| počet semifinalistů                         | počet semifinalistů                         | počet semifinalistů                         | počet semifinalistů                         | bez semifinále                              | bez semifinále                              | bez semifinále                              |
| bodovaných závodníků                        | bodovaných závodníků                        | bodovaných závodníků                        | 50                                          | 30                                          | 30                                          | 30                                          |
| počet závodníků                             | počet závodníků                             | počet závodníků                             | —                                           | 37                                          | 30                                          | 31                                          |

### Juniorky
| Výsledky EPJ v lezení na obtížnost 2014 (2) juniorky | Výsledky EPJ v lezení na obtížnost 2014 (2) juniorky | Výsledky EPJ v lezení na obtížnost 2014 (2) juniorky | Výsledky EPJ v lezení na obtížnost 2014 (2) juniorky | Výsledky EPJ v lezení na obtížnost 2014 (2) juniorky | Výsledky EPJ v lezení na obtížnost 2014 (2) juniorky |
| Pořadí                                               | Jméno                                                | Země                                                 | Body                                                 | Edinburgh                                            | Imst                                                 |
| ---------------------------------------------------- | ---------------------------------------------------- | ---------------------------------------------------- | ---------------------------------------------------- | ---------------------------------------------------- | ---------------------------------------------------- |
| 1.                                                   | Anak Verhoeven                                       | Belgie                                               | 200                                                  | 1. 100                                               | 1. 100                                               |
| 2.                                                   | Jessica Pilz                                         | Rakousko                                             | 160                                                  | 2. 80                                                | 2. 80                                                |
| 3.                                                   | Salomé Romain                                        | Francie                                              | 125                                                  | 3. 60                                                | 3. 65                                                |
|                                                      |                                                      |                                                      |                                                      |                                                      |                                                      |
| 14.—15.                                              | Tereza Svobodová                                     | Česko                                                | 36                                                   | 15. 22                                               | 19. 14                                               |
| 30.                                                  | Zuzana Pfeiferová                                    | Česko                                                | 8                                                    | —                                                    | 22.—23. 8                                            |
| počet finalistek                                     | počet finalistek                                     | počet finalistek                                     | počet finalistek                                     | 11                                                   | 10                                                   |
| počet semifinalistek                                 | počet semifinalistek                                 | počet semifinalistek                                 | počet semifinalistek                                 | bez semifinále                                       | bez semifinále                                       |
| bodovaných závodnic                                  | bodovaných závodnic                                  | bodovaných závodnic                                  | 30                                                   | 23                                                   | 30                                                   |
| počet závodnic                                       | počet závodnic                                       | počet závodnic                                       | —                                                    | 23                                                   | 23                                                   |

| Výsledky EPJ v lezení na rychlost 2014 (3) juniorky | Výsledky EPJ v lezení na rychlost 2014 (3) juniorky | Výsledky EPJ v lezení na rychlost 2014 (3) juniorky | Výsledky EPJ v lezení na rychlost 2014 (3) juniorky | Výsledky EPJ v lezení na rychlost 2014 (3) juniorky | Výsledky EPJ v lezení na rychlost 2014 (3) juniorky | Výsledky EPJ v lezení na rychlost 2014 (3) juniorky |
| Pořadí                                              | Jméno                                               | Země                                                | Body                                                | Chamonix                                            | Imst                                                | Edinburgh                                           |
| --------------------------------------------------- | --------------------------------------------------- | --------------------------------------------------- | --------------------------------------------------- | --------------------------------------------------- | --------------------------------------------------- | --------------------------------------------------- |
| 1.                                                  | Jelena Markuševa                                    | Rusko                                               | 255                                                 | 1. 100                                              | 1. 100                                              | 4. 55                                               |
| 2.                                                  | Nina Lach                                           | Rakousko                                            | 230                                                 | 3. 65                                               | 3. 65                                               | 1. 100                                              |
| 3.                                                  | Alexandra Elmer                                     | Rakousko                                            | 225                                                 | 2. 80                                               | 2. 80                                               | 3. 65                                               |
|                                                     |                                                     |                                                     |                                                     |                                                     |                                                     |                                                     |
| —                                                   | —                                                   | Česko                                               | —                                                   | —                                                   | —                                                   | —                                                   |
| počet finalistek                                    | počet finalistek                                    | počet finalistek                                    | počet finalistek                                    | 4                                                   | 4                                                   | 4                                                   |
| počet semifinalistek                                | počet semifinalistek                                | počet semifinalistek                                | počet semifinalistek                                | —                                                   | —                                                   | 8                                                   |
| bodovaných závodnic                                 | bodovaných závodnic                                 | bodovaných závodnic                                 | 9                                                   | 6                                                   | 6                                                   | 9                                                   |
| počet závodnic                                      | počet závodnic                                      | počet závodnic                                      | —                                                   | 6                                                   | 6                                                   | 9                                                   |

| Výsledky EPJ v boulderingu 2014 (3) juniorky | Výsledky EPJ v boulderingu 2014 (3) juniorky | Výsledky EPJ v boulderingu 2014 (3) juniorky | Výsledky EPJ v boulderingu 2014 (3) juniorky | Výsledky EPJ v boulderingu 2014 (3) juniorky | Výsledky EPJ v boulderingu 2014 (3) juniorky | Výsledky EPJ v boulderingu 2014 (3) juniorky |
| Pořadí                                       | Jméno                                        | Země                                         | Body                                         | Arco                                         | Längenfeld                                   | L'Argentière                                 |
| -------------------------------------------- | -------------------------------------------- | -------------------------------------------- | -------------------------------------------- | -------------------------------------------- | -------------------------------------------- | -------------------------------------------- |
| 1.                                           | Jessica Pilz                                 | Rakousko                                     | 240                                          | 1. 100                                       | 1. 100                                       | 8. 40                                        |
| 2.                                           | Margaux Pucheux                              | Francie                                      | 235                                          | 4. 55                                        | 2. 80                                        | 1. 100                                       |
| 3.                                           | Chloé Caulier                                | Belgie                                       | 181                                          | 5. 51                                        | 3. 65                                        | 3. 65                                        |
|                                              |                                              |                                              |                                              |                                              |                                              |                                              |
| 27.                                          | Kateřina Kendíková                           | Česko                                        | 13                                           | 25.—26. 5                                    | 23. 8                                        | —                                            |
| 34.—36.                                      | Anna Vavříková                               | Česko                                        | 7                                            | —                                            | 24. 7                                        | —                                            |
| 0.                                           | Tereza Svobodová                             | Česko                                        | 0                                            | 32.—33. 0                                    | —                                            | —                                            |
| počet finalistek                             | počet finalistek                             | počet finalistek                             | počet finalistek                             | 6                                            | 6                                            | 6                                            |
| počet semifinalistek                         | počet semifinalistek                         | počet semifinalistek                         | počet semifinalistek                         | bez semifinále                               | bez semifinále                               | bez semifinále                               |
| bodovaných závodnic                          | bodovaných závodnic                          | bodovaných závodnic                          | 40                                           | 30                                           | 24                                           | 21                                           |
| počet závodnic                               | počet závodnic                               | počet závodnic                               | —                                            | 33                                           | 24                                           | 21                                           |

### Chlapci kat A
| Výsledky EPJ v lezení na obtížnost 2014 (2) chlapci A | Výsledky EPJ v lezení na obtížnost 2014 (2) chlapci A | Výsledky EPJ v lezení na obtížnost 2014 (2) chlapci A | Výsledky EPJ v lezení na obtížnost 2014 (2) chlapci A | Výsledky EPJ v lezení na obtížnost 2014 (2) chlapci A | Výsledky EPJ v lezení na obtížnost 2014 (2) chlapci A |
| Pořadí                                                | Jméno                                                 | Země                                                  | Body                                                  | Edinburgh                                             | Imst                                                  |
| ----------------------------------------------------- | ----------------------------------------------------- | ----------------------------------------------------- | ----------------------------------------------------- | ----------------------------------------------------- | ----------------------------------------------------- |
| 1.                                                    | Georg Parma                                           | Rakousko                                              | 165                                                   | 1. 100                                                | 3. 65                                                 |
| 2.                                                    | Hannes Puman                                          | Švédsko                                               | 151                                                   | 5. 51                                                 | 1. 100                                                |
| 3.                                                    | Sascha Lehmann                                        | Švýcarsko                                             | 135                                                   | 4. 55                                                 | 2. 80                                                 |
|                                                       |                                                       |                                                       |                                                       |                                                       |                                                       |
| 34.                                                   | Petr Kliger                                           | Česko                                                 | 5                                                     | 26. 5                                                 | 44. 0                                                 |
| 41.—42.                                               | Vojtěch Sedláček                                      | Česko                                                 | 1                                                     | 30. 1                                                 | 45. 0                                                 |
| 0.                                                    | Jakub Dvouletý                                        | Česko                                                 | 0                                                     | 34. 0                                                 | 46.—47.                                               |
| 0.                                                    | Jan Doseděl                                           | Česko                                                 | 0                                                     | 37. 0                                                 | —                                                     |
| 0.                                                    | Zbyšek Černohous                                      | Česko                                                 | 0                                                     | —                                                     | 52. 0                                                 |
| počet finalistů                                       | počet finalistů                                       | počet finalistů                                       | počet finalistů                                       | 11                                                    | 10                                                    |
| počet semifinalistů                                   | počet semifinalistů                                   | počet semifinalistů                                   | počet semifinalistů                                   | bez semifinále                                        | bez semifinále                                        |
| bodovaných závodníků                                  | bodovaných závodníků                                  | bodovaných závodníků                                  | 42                                                    | 30                                                    | 30                                                    |
| celkový počet závodníků                               | celkový počet závodníků                               | celkový počet závodníků                               | —                                                     | 54                                                    | 40                                                    |

| Výsledky EPJ v lezení na rychlost 2014 (3) chlapci A | Výsledky EPJ v lezení na rychlost 2014 (3) chlapci A | Výsledky EPJ v lezení na rychlost 2014 (3) chlapci A | Výsledky EPJ v lezení na rychlost 2014 (3) chlapci A | Výsledky EPJ v lezení na rychlost 2014 (3) chlapci A | Výsledky EPJ v lezení na rychlost 2014 (3) chlapci A | Výsledky EPJ v lezení na rychlost 2014 (3) chlapci A |
| Pořadí                                               | Jméno                                                | Země                                                 | Body                                                 | Chamonix                                             | Imst                                                 | Edinburgh                                            |
| ---------------------------------------------------- | ---------------------------------------------------- | ---------------------------------------------------- | ---------------------------------------------------- | ---------------------------------------------------- | ---------------------------------------------------- | ---------------------------------------------------- |
| 1.                                                   | Ludovico Fossali                                     | Itálie                                               | 245                                                  | 2. 80                                                | 1. 100                                               | 3. 65                                                |
| 2.                                                   | Evgenii Shlyk                                        | Rusko                                                | 165                                                  | 1. 100                                               | 3. 65                                                | —                                                    |
| 3.                                                   | Pierre Rebreyend                                     | Francie                                              | 163                                                  | 3. 65                                                | 5. 51                                                | 6. 47                                                |
|                                                      |                                                      |                                                      |                                                      |                                                      |                                                      |                                                      |
| 7.                                                   | Pavel Krutil                                         | Česko                                                | 99                                                   | 8. 40                                                | 11. 31                                               | 12. 28                                               |
| 18.                                                  | Jan Doseděl                                          | Česko                                                | 26                                                   | —                                                    | —                                                    | 13. 26                                               |
| počet finalistů                                      | počet finalistů                                      | počet finalistů                                      | počet finalistů                                      | 4                                                    | 4                                                    | 4                                                    |
| počet semifinalistů                                  | počet semifinalistů                                  | počet semifinalistů                                  | počet semifinalistů                                  | 8                                                    | 8                                                    | 8                                                    |
| bodovaných závodníků                                 | bodovaných závodníků                                 | bodovaných závodníků                                 | 20                                                   | 8                                                    | 11                                                   | 15                                                   |
| počet závodníků                                      | počet závodníků                                      | počet závodníků                                      | —                                                    | 8                                                    | 11                                                   | 15                                                   |

| Výsledky EPJ v boulderingu 2014 (3) chlapci A | Výsledky EPJ v boulderingu 2014 (3) chlapci A | Výsledky EPJ v boulderingu 2014 (3) chlapci A | Výsledky EPJ v boulderingu 2014 (3) chlapci A | Výsledky EPJ v boulderingu 2014 (3) chlapci A | Výsledky EPJ v boulderingu 2014 (3) chlapci A | Výsledky EPJ v boulderingu 2014 (3) chlapci A |
| Pořadí                                        | Jméno                                         | Země                                          | Body                                          | Arco                                          | Längenfeld                                    | L'Argentière                                  |
| --------------------------------------------- | --------------------------------------------- | --------------------------------------------- | --------------------------------------------- | --------------------------------------------- | --------------------------------------------- | --------------------------------------------- |
| 1.                                            | Baptiste Ometz                                | Švýcarsko                                     | 240                                           | 1. 100                                        | 8. 40                                         | 1. 100                                        |
| 2.                                            | Anže Peharc                                   | Slovinsko                                     | 152                                           | 3. 65                                         | 6. 47                                         | 8. 40                                         |
| 3.                                            | Bernhard Krenmayr                             | Rakousko                                      | 141                                           | 2. 80                                         | 14. 24                                        | 9. 37                                         |
|                                               |                                               |                                               |                                               |                                               |                                               |                                               |
| 44.—46.                                       | Michal Běhounek                               | Česko                                         | 4                                             | 29. 2                                         | 29. 2                                         | —                                             |
| 0.                                            | Pavel Krutil                                  | Česko                                         | 0                                             | —                                             | 33. 0                                         | —                                             |
| 0.                                            | Petr Kliger                                   | Česko                                         | 0                                             | 33. 0                                         | —                                             | —                                             |
| 0.                                            | Jan Doseděl                                   | Česko                                         | 0                                             | 40.—47. 0                                     | —                                             | —                                             |
| počet finalistů                               | počet finalistů                               | počet finalistů                               | počet finalistů                               | 6                                             | 6                                             | 6                                             |
| počet semifinalistů                           | počet semifinalistů                           | počet semifinalistů                           | počet semifinalistů                           | bez semifinále                                | bez semifinále                                | bez semifinále                                |
| bodovaných závodníků                          | bodovaných závodníků                          | bodovaných závodníků                          | 47                                            | 30                                            | 30                                            | 30                                            |
| počet závodníků                               | počet závodníků                               | počet závodníků                               | —                                             | 47                                            | 35                                            | 42                                            |

### Dívky kat A
| Výsledky EPJ v lezení na obtížnost 2014 (2) dívky A | Výsledky EPJ v lezení na obtížnost 2014 (2) dívky A | Výsledky EPJ v lezení na obtížnost 2014 (2) dívky A | Výsledky EPJ v lezení na obtížnost 2014 (2) dívky A | Výsledky EPJ v lezení na obtížnost 2014 (2) dívky A | Výsledky EPJ v lezení na obtížnost 2014 (2) dívky A |
| Pořadí                                              | Jméno                                               | Země                                                | Body                                                | Edinburgh                                           | Imst                                                |
| --------------------------------------------------- | --------------------------------------------------- | --------------------------------------------------- | --------------------------------------------------- | --------------------------------------------------- | --------------------------------------------------- |
| 1.                                                  | Molly Thompson-Smith                                | Spojené království                                  | 180                                                 | 2. 80                                               | 1. 100                                              |
| 2.                                                  | Andrea Kümin                                        | Švýcarsko                                           | 114                                                 | 10. 34                                              | 2. 80                                               |
| 3.                                                  | Hannah Schubert                                     | Rakousko                                            | 130                                                 | 3. 65                                               | 3. 65                                               |
|                                                     |                                                     |                                                     |                                                     |                                                     |                                                     |
| 17.                                                 | Eliška Vlčková                                      | Česko                                               | 34                                                  | 17. 18                                              | 18. 16                                              |
| 0.                                                  | Jana Vincourková                                    | Česko                                               | 0                                                   | 31. 0                                               | 31. 0                                               |
| 0.                                                  | Veronika Scheuerová                                 | Česko                                               | 0                                                   | 34. 0                                               | 33. 0                                               |
| 0.                                                  | Veronika Šimková                                    | Česko                                               | 0                                                   | —                                                   | 35. 0                                               |
| počet finalistek                                    | počet finalistek                                    | počet finalistek                                    | počet finalistek                                    | 10                                                  | 10                                                  |
| počet semifinalistek                                | počet semifinalistek                                | počet semifinalistek                                | počet semifinalistek                                | bez semifinále                                      | bez semifinále                                      |
| bodovaných závodnic                                 | bodovaných závodnic                                 | bodovaných závodnic                                 | 41                                                  | 30                                                  | 30                                                  |
| počet závodnic                                      | počet závodnic                                      | počet závodnic                                      | —                                                   | 37                                                  | 42                                                  |

| Výsledky EPJ v lezení na rychlost 2014 (3) dívky A | Výsledky EPJ v lezení na rychlost 2014 (3) dívky A | Výsledky EPJ v lezení na rychlost 2014 (3) dívky A | Výsledky EPJ v lezení na rychlost 2014 (3) dívky A | Výsledky EPJ v lezení na rychlost 2014 (3) dívky A | Výsledky EPJ v lezení na rychlost 2014 (3) dívky A | Výsledky EPJ v lezení na rychlost 2014 (3) dívky A |
| Pořadí                                             | Jméno                                              | Země                                               | Body                                               | Chamonix                                           | Imst                                               | Edinburgh                                          |
| -------------------------------------------------- | -------------------------------------------------- | -------------------------------------------------- | -------------------------------------------------- | -------------------------------------------------- | -------------------------------------------------- | -------------------------------------------------- |
| 1.                                                 | Anastasia Manuylova                                | Rusko                                              | 245                                                | 1. 100                                             | 3. 65                                              | 2. 80                                              |
| 2.                                                 | Patrycja Chudziak                                  | Polsko                                             | 200                                                | 2. 80                                              | 4. 55                                              | 3. 65                                              |
| 3.                                                 | Anastasiia Klochkova                               | Rusko                                              | 200                                                | 3. 65                                              | 2. 80                                              | 4. 55                                              |
|                                                    |                                                    |                                                    |                                                    |                                                    |                                                    |                                                    |
| 15.                                                | Andrea Pokorná                                     | Česko                                              | 50                                                 | 14. 24                                             | 13. 26                                             | —                                                  |
| 18.                                                | Veronika Scheuerová                                | Česko                                              | 28                                                 | —                                                  | —                                                  | 12. 28                                             |
| počet finalistek                                   | počet finalistek                                   | počet finalistek                                   | počet finalistek                                   | 4                                                  | 4                                                  | 4                                                  |
| počet semifinalistek                               | počet semifinalistek                               | počet semifinalistek                               | počet semifinalistek                               | 8                                                  | 8                                                  | 16/8                                               |
| bodovaných závodnic                                | bodovaných závodnic                                | bodovaných závodnic                                | 23                                                 | 14                                                 | 14                                                 | 17                                                 |
| počet závodnic                                     | počet závodnic                                     | počet závodnic                                     | —                                                  | 14                                                 | 14                                                 | 17                                                 |

| Výsledky EPJ v boulderingu 2014 (3) dívky A | Výsledky EPJ v boulderingu 2014 (3) dívky A | Výsledky EPJ v boulderingu 2014 (3) dívky A | Výsledky EPJ v boulderingu 2014 (3) dívky A | Výsledky EPJ v boulderingu 2014 (3) dívky A | Výsledky EPJ v boulderingu 2014 (3) dívky A | Výsledky EPJ v boulderingu 2014 (3) dívky A |
| Pořadí                                      | Jméno                                       | Země                                        | Body                                        | Arco                                        | Längenfeld                                  | L'Argentière                                |
| ------------------------------------------- | ------------------------------------------- | ------------------------------------------- | ------------------------------------------- | ------------------------------------------- | ------------------------------------------- | ------------------------------------------- |
| 1.                                          | Franziska Sterrer                           | Rakousko                                    | 245                                         | 1. 80                                       | 3. 65                                       | 2. 100                                      |
| 2.                                          | Staša Gejo                                  | Srbsko                                      | 231                                         | 2. 80                                       | 5. 51                                       | 1. 100                                      |
| 3.                                          | Martina Zanetti                             | Itálie                                      | 169                                         | 15. 22                                      | 1. 100                                      | 6. 47                                       |
|                                             |                                             |                                             |                                             |                                             |                                             |                                             |
| 25.                                         | Eliška Vlčková                              | Česko                                       | 26                                          | —                                           | 17. 18                                      | 23. 8                                       |
| 26.                                         | Veronika Šimková                            | Česko                                       | 25                                          | 13.—14. 25                                  | —                                           | —                                           |
| 30.—31.                                     | Klára Halmo                                 | Česko                                       | 16                                          | 29. 2                                       | 19. 14                                      | —                                           |
| 35.                                         | Veronika Scheuerová                         | Česko                                       | 11                                          | 27.—28. 3                                   | 26. 5                                       | 28. 3                                       |
| 44.—45.                                     | Jana Vincourková                            | Česko                                       | 4                                           | —                                           | —                                           | 26.—27. 4                                   |
| počet finalistek                            | počet finalistek                            | počet finalistek                            | počet finalistek                            | 6                                           | 6                                           | 6                                           |
| počet semifinalistek                        | počet semifinalistek                        | počet semifinalistek                        | počet semifinalistek                        | bez semifinále                              | bez semifinále                              | bez semifinále                              |
| bodovaných závodnic                         | bodovaných závodnic                         | bodovaných závodnic                         | 49                                          | 30                                          | 29                                          | 30                                          |
| počet závodnic                              | počet závodnic                              | počet závodnic                              | —                                           | 39                                          | 29                                          | 33                                          |

### Chlapci kat B
| Výsledky EPJ v lezení na obtížnost 2014 (2) chlapci B | Výsledky EPJ v lezení na obtížnost 2014 (2) chlapci B | Výsledky EPJ v lezení na obtížnost 2014 (2) chlapci B | Výsledky EPJ v lezení na obtížnost 2014 (2) chlapci B | Výsledky EPJ v lezení na obtížnost 2014 (2) chlapci B | Výsledky EPJ v lezení na obtížnost 2014 (2) chlapci B |
| Pořadí                                                | Jméno                                                 | Země                                                  | Body                                                  | Edinburgh                                             | Imst                                                  |
| ----------------------------------------------------- | ----------------------------------------------------- | ----------------------------------------------------- | ----------------------------------------------------- | ----------------------------------------------------- | ----------------------------------------------------- |
| 1.                                                    | Mathias Posch                                         | Rakousko                                              | 160                                                   | 2. 80                                                 | 2. 80                                                 |
| 2.                                                    | Arsène Duval                                          | Francie                                               | 155                                                   | 4. 55                                                 | 1. 100                                                |
| 3.                                                    | Léo Ferrera                                           | Francie                                               | 130                                                   | 3. 65                                                 | 3. 65                                                 |
|                                                       |                                                       |                                                       |                                                       |                                                       |                                                       |
| 6.                                                    | Vojtěch Vlk                                           | Česko                                                 | 88                                                    | 9. 37                                                 | 5. 51                                                 |
| 8.                                                    | Vojtěch Trojan                                        | Česko                                                 | 65                                                    | 6. 47                                                 | 17. 18                                                |
| 19.                                                   | Jakub Konečný                                         | Česko                                                 | 31                                                    | —                                                     | 11. 31                                                |
| 33.                                                   | Jan Kendík                                            | Česko                                                 | 9                                                     | 22. 9                                                 | 39. 0                                                 |
| počet finalistů                                       | počet finalistů                                       | počet finalistů                                       | počet finalistů                                       | 11                                                    | 10                                                    |
| počet semifinalistů                                   | počet semifinalistů                                   | počet semifinalistů                                   | počet semifinalistů                                   | bez semifinále                                        | bez semifinále                                        |
| bodovaných závodníků                                  | bodovaných závodníků                                  | bodovaných závodníků                                  | 42                                                    | 29                                                    | 30                                                    |
| celkový počet závodníků                               | celkový počet závodníků                               | celkový počet závodníků                               | —                                                     | 32                                                    | 46                                                    |

| Výsledky EPJ v lezení na rychlost 2014 (3) chlapci B | Výsledky EPJ v lezení na rychlost 2014 (3) chlapci B | Výsledky EPJ v lezení na rychlost 2014 (3) chlapci B | Výsledky EPJ v lezení na rychlost 2014 (3) chlapci B | Výsledky EPJ v lezení na rychlost 2014 (3) chlapci B | Výsledky EPJ v lezení na rychlost 2014 (3) chlapci B | Výsledky EPJ v lezení na rychlost 2014 (3) chlapci B |
| Pořadí                                               | Jméno                                                | Země                                                 | Body                                                 | Chamonix                                             | Imst                                                 | Edinburgh                                            |
| ---------------------------------------------------- | ---------------------------------------------------- | ---------------------------------------------------- | ---------------------------------------------------- | ---------------------------------------------------- | ---------------------------------------------------- | ---------------------------------------------------- |
| 1.                                                   | Paolo Martignene                                     | Itálie                                               | 245                                                  | 1. 100                                               | 3. 65                                                | 2. 80                                                |
| 2.                                                   | Gian Luca Zodda                                      | Itálie                                               | 192                                                  | 2. 80                                                | 6. 47                                                | 3. 65                                                |
| 3.                                                   | Matěj Burian                                         | Česko                                                | 181                                                  | 6. 47                                                | 1. 100                                               | 10. 34                                               |
| počet finalistů                                      | počet finalistů                                      | počet finalistů                                      | počet finalistů                                      | 4                                                    | 4                                                    | 4                                                    |
| počet semifinalistů                                  | počet semifinalistů                                  | počet semifinalistů                                  | počet semifinalistů                                  | —                                                    | 8                                                    | 8                                                    |
| bodovaných závodníků                                 | bodovaných závodníků                                 | bodovaných závodníků                                 | 16                                                   | 7                                                    | 8                                                    | 13                                                   |
| počet závodníků                                      | počet závodníků                                      | počet závodníků                                      | —                                                    | 7                                                    | 8                                                    | 13                                                   |

| Výsledky EPJ v boulderingu 2014 (3) chlapci B | Výsledky EPJ v boulderingu 2014 (3) chlapci B | Výsledky EPJ v boulderingu 2014 (3) chlapci B | Výsledky EPJ v boulderingu 2014 (3) chlapci B | Výsledky EPJ v boulderingu 2014 (3) chlapci B | Výsledky EPJ v boulderingu 2014 (3) chlapci B | Výsledky EPJ v boulderingu 2014 (3) chlapci B |
| Pořadí                                        | Jméno                                         | Země                                          | Body                                          | Arco                                          | Längenfeld                                    | L'Argentière                                  |
| --------------------------------------------- | --------------------------------------------- | --------------------------------------------- | --------------------------------------------- | --------------------------------------------- | --------------------------------------------- | --------------------------------------------- |
| 1.                                            | Leo Avezou                                    | Francie                                       | 183                                           | 8. 40                                         | 7. 43                                         | 1. 100                                        |
| 2.                                            | Matic Kotar                                   | Slovinsko                                     | 180                                           | 1. 100                                        | 2. 80                                         | —                                             |
| 3.                                            | Filip Schenk                                  | Itálie                                        | 177                                           | 20. 12                                        | 1. 100                                        | 3. 65                                         |
|                                               |                                               |                                               |                                               |                                               |                                               |                                               |
| 33.—35.                                       | Vojtěch Trojan                                | Česko                                         | 12                                            | 25. 5                                         | 25. 5                                         | —                                             |
| 39.—40.                                       | Jakub Konečný                                 | Česko                                         | 9                                             | 23. 8                                         | 30. 1                                         | —                                             |
| 48.                                           | Jan Kendík                                    | Česko                                         | 2                                             | 37. 0                                         | 29. 2                                         | —                                             |
| 0.                                            | Martin Chytil                                 | Česko                                         | 0                                             | 39. 0                                         | 31.—32. 0                                     | —                                             |
| počet finalistů                               | počet finalistů                               | počet finalistů                               | počet finalistů                               | 6                                             | 6                                             | 6                                             |
| počet semifinalistů                           | počet semifinalistů                           | počet semifinalistů                           | počet semifinalistů                           | bez semifinále                                | bez semifinále                                | bez semifinále                                |
| bodovaných závodníků                          | bodovaných závodníků                          | bodovaných závodníků                          | 49                                            | 30                                            | 30                                            | 30                                            |
| počet závodníků                               | počet závodníků                               | počet závodníků                               | —                                             | 42                                            | 32                                            | 30                                            |

### Dívky kat B
| Výsledky EPJ v lezení na obtížnost 2014 (2) dívky B | Výsledky EPJ v lezení na obtížnost 2014 (2) dívky B | Výsledky EPJ v lezení na obtížnost 2014 (2) dívky B | Výsledky EPJ v lezení na obtížnost 2014 (2) dívky B | Výsledky EPJ v lezení na obtížnost 2014 (2) dívky B | Výsledky EPJ v lezení na obtížnost 2014 (2) dívky B |
| Pořadí                                              | Jméno                                               | Země                                                | Body                                                | Edinburgh                                           | Imst                                                |
| --------------------------------------------------- | --------------------------------------------------- | --------------------------------------------------- | --------------------------------------------------- | --------------------------------------------------- | --------------------------------------------------- |
| 1.                                                  | Janja Garnbret                                      | Slovinsko                                           | 200                                                 | 1. 100                                              | 1. 100                                              |
| 2.                                                  | Asja Gollo                                          | Itálie                                              | 145                                                 | 2. 80                                               | 3. 65                                               |
| 3.                                                  | Michelle Hulliger                                   | Švýcarsko                                           | 135                                                 | 4. 55                                               | 2. 80                                               |
|                                                     |                                                     |                                                     |                                                     |                                                     |                                                     |
| 13.                                                 | Veronika Peltrámová                                 | Česko                                               | 45                                                  | 9. 37                                               | 23. 8                                               |
| 0.                                                  | Lenka Slezáková                                     | Česko                                               |                                                     | —                                                   | 33. 0                                               |
| 0.                                                  | Sabina Večeřová                                     | Česko                                               | 0                                                   | —                                                   | 37. 0                                               |
| 0.                                                  | Adéla Moravcová                                     | Česko                                               | 0                                                   | —                                                   | 45. 0                                               |
| počet finalistek                                    | počet finalistek                                    | počet finalistek                                    | počet finalistek                                    | 10                                                  | 10                                                  |
| počet semifinalistek                                | počet semifinalistek                                | počet semifinalistek                                | počet semifinalistek                                | bez semifinále                                      | bez semifinále                                      |
| bodovaných závodnic                                 | bodovaných závodnic                                 | bodovaných závodnic                                 | 42                                                  | 30                                                  | 30                                                  |
| počet závodnic                                      | počet závodnic                                      | počet závodnic                                      | —                                                   | 31                                                  | 49                                                  |

| Výsledky EPJ v lezení na rychlost 2014 (3) dívky B | Výsledky EPJ v lezení na rychlost 2014 (3) dívky B | Výsledky EPJ v lezení na rychlost 2014 (3) dívky B | Výsledky EPJ v lezení na rychlost 2014 (3) dívky B | Výsledky EPJ v lezení na rychlost 2014 (3) dívky B | Výsledky EPJ v lezení na rychlost 2014 (3) dívky B | Výsledky EPJ v lezení na rychlost 2014 (3) dívky B |
| Pořadí                                             | Jméno                                              | Země                                               | Body                                               | Chamonix                                           | Imst                                               | Edinburgh                                          |
| -------------------------------------------------- | -------------------------------------------------- | -------------------------------------------------- | -------------------------------------------------- | -------------------------------------------------- | -------------------------------------------------- | -------------------------------------------------- |
| 1.                                                 | Elizaveta Ivanova                                  | Rusko                                              | 245                                                | 1. 100                                             | 3. 65                                              | 2. 80                                              |
| 2.                                                 | Fossali Giulia                                     | Itálie                                             | 230                                                | 3. 65                                              | 1. 100                                             | 3. 65                                              |
| 3.                                                 | Daria Odarich                                      | Rusko                                              | 182                                                | 5. 51                                              | 2. 80                                              | 5. 51                                              |
|                                                    |                                                    |                                                    |                                                    |                                                    |                                                    |                                                    |
| —                                                  | —                                                  | Česko                                              | —                                                  | —                                                  | —                                                  | —                                                  |
| počet finalistek                                   | počet finalistek                                   | počet finalistek                                   | počet finalistek                                   | 4                                                  | 4                                                  | 4                                                  |
| počet semifinalistek                               | počet semifinalistek                               | počet semifinalistek                               | počet semifinalistek                               | 8                                                  | 8                                                  | 8                                                  |
| bodovaných závodnic                                | bodovaných závodnic                                | bodovaných závodnic                                | ??                                                 | 9                                                  | 8                                                  | 14                                                 |
| počet závodnic                                     | počet závodnic                                     | počet závodnic                                     | —                                                  | 9                                                  | 8                                                  | 14                                                 |

| Výsledky EPJ v boulderingu 2014 (2) dívky B | Výsledky EPJ v boulderingu 2014 (2) dívky B | Výsledky EPJ v boulderingu 2014 (2) dívky B | Výsledky EPJ v boulderingu 2014 (2) dívky B | Výsledky EPJ v boulderingu 2014 (2) dívky B | Výsledky EPJ v boulderingu 2014 (2) dívky B | Výsledky EPJ v boulderingu 2014 (2) dívky B |
| Pořadí                                      | Jméno                                       | Země                                        | Body                                        | Arco                                        | Längenfeld                                  | L'Argentière                                |
| ------------------------------------------- | ------------------------------------------- | ------------------------------------------- | ------------------------------------------- | ------------------------------------------- | ------------------------------------------- | ------------------------------------------- |
| 1.                                          | Janja Garnbret                              | Slovinsko                                   | 300                                         | 1. 100                                      | 1. 100                                      | 1. 100                                      |
| 2.                                          | Asja Gollo                                  | Itálie                                      | 186                                         | 5. 51                                       | 2. 80                                       | 4. 55                                       |
| 3.                                          | Pyrene Santal                               | Francie                                     | 173                                         | 3. 65                                       | 7. 43                                       | 3. 65                                       |
|                                             |                                             |                                             |                                             |                                             |                                             |                                             |
| 0.                                          | Sabina Večeřová                             | Česko                                       | 0                                           | 31. 0                                       | 32. 0                                       | —                                           |
| 0.                                          | Jana Ondřejová                              | Česko                                       | 0                                           | 35.—37. 0                                   | 35.—36. 0                                   | —                                           |
| počet finalistek                            | počet finalistek                            | počet finalistek                            | počet finalistek                            | 6                                           | 6                                           | 7                                           |
| počet semifinalistek                        | počet semifinalistek                        | počet semifinalistek                        | počet semifinalistek                        | bez semifinále                              | bez semifinále                              | bez semifinále                              |
| bodovaných závodnic                         | bodovaných závodnic                         | bodovaných závodnic                         | 44                                          | 30                                          | 30                                          | 26                                          |
| počet závodnic                              | počet závodnic                              | počet závodnic                              | —                                           | 37                                          | 36                                          | 26                                          |

### Čeští medailisté v jednotlivých závodech EPJ 2014
| Datum a Místo    | Disciplína | Kategorie | Lezec/lezkyně | Zlato         | Stříbro | Bronz |
| ---------------- | ---------- | --------- | ------------- | ------------- | ------- | ----- |
| 5. července Imst | Rychlost   | Kat. B    | Matěj Burian  | Zlatá medaile |         |       |

### Medaile podle zemí
| pořadí | stát               | Zlatá medaile | Stříbrná medaile | Bronzová medaile | celkem |
| ------ | ------------------ | ------------- | ---------------- | ---------------- | ------ |
| 1.     | Rakousko           | 4             | 2                | 3                | 9      |
| 2.     | Itálie             | 3             | 4                | 2                | 9      |
| 3.     | Rusko              | 3             | 1                | 2                | 6      |
| 4.     | Slovinsko          | 2             | 3                | 0                | 5      |
| 5.     | Německo            | 2             | 0                | 0                | 2      |
| 6.     | Francie            | 1             | 4                | 5                | 10     |
| 7.     | Švýcarsko          | 1             | 1                | 2                | 4      |
| 8.     | Belgie             | 1             | 0                | 1                | 2      |
| 9.     | Spojené království | 1             | 0                | 0                | 1      |
| 10.    | Polsko             | 0             | 1                | 1                | 2      |
| 11.    | Švédsko            | 0             | 1                | 0                | 1      |
| 11.    | Srbsko             | 0             | 1                | 0                | 1      |
| 13.    | Česko              | 0             | 0                | 1                | 1      |
| 13.    | Izrael             | 0             | 0                | 1                | 1      |

### Videozáznamy z EPJ 2014
| Místo        | Pozvánka | Obtížnost | Obtížnost  | Rychlost | Rychlost   | Bouldering | Bouldering | Jiné |
| Místo        | Pozvánka | finále    | semifinále | finále   | semifinále | finále     | semifinále | Jiné |
| ------------ | -------- | --------- | ---------- | -------- | ---------- | ---------- | ---------- | ---- |
| Imst         | x        | x         | x          | -        | -          | -          | -          |      |
| Edinburgh    | x        | x         | x          | x        | x          | -          | -          |      |
| Imst         | x        | -         | -          | x        | x          | -          | -          |      |
| Chamonix     | x        | -         | -          | x        | x          | -          | -          |      |
| Längenfeld   | x        | -         | -          | -        | -          | x          | x          |      |
| L'Argentière | x        | -         | -          | -        | -          | x          | x          |      |
| Arco         | x        | -         | -          | -        | -          | x          | x          |      |